# Journey Through the Past
Journey Through the Past je soundtrackové album kanadského hudebníka Neila Younga, vydané v listopadu 1972 u vydavatelství Reprise Records. Jde o soundtrack ke stejnojmennému filmu, jehož režisérem byl Neil Young. V žebříčku Billboard 200 se album umístilo na 45. příčce. Vedle písní, které byly natočeny speciálně pro tento film, album obsahuje i písně skupin Buffalo Springfield a Crosby, Stills, Nash and Young, ve kterých Young dříve působil.

## Seznam skladeb
| Pořadí | Název                                  | Autor                             | Délka |
| ------ | -------------------------------------- | --------------------------------- | ----- |
| 1.     | For What It's Worth“ / „Mr. Soul       | Stephen Stills / Neil Young       | 3:54  |
| 2.     | Rock & Roll Woman                      | Stills                            | 2:53  |
| 3.     | Find the Cost of Freedom               | Stills                            | 1:59  |
| 4.     | Ohio                                   | Young                             | 4:23  |
| 5.     | Southern Man                           | Young                             | 6:47  |
| 6.     | Are You Ready for the Country?         | Young                             | 1:52  |
| 7.     | Let Me Call You Sweetheart             | Leo Friedman, Beth Slater Whitson | 1:05  |
| 8.     | Alabama                                | Young                             | 6:23  |
| 9.     | Words                                  | Young                             | 16:30 |
| 10.    | Relativity Invitation (dialog z filmu) |                                   | 1:09  |
| 11.    | Handel's Messiah                       | Georg Friedrich Händel            | 2:49  |
| 12.    | King of Kings                          | Miklós Rózsa                      | 5:07  |
| 13.    | Soldier                                | Young                             | 3:39  |
| 14.    | Let's Go Away for Awhile               | Brian Wilson                      | 2:08  |

## Obsazení
- Neil Young – kytara, zpěv, klavír
- Stephen Stills – kytara, zpěv
- Richie Furay – kytara, zpěv
- David Crosby – kytara, zpěv
- Graham Nash – kytara, zpěv, elektrické piano
- Al de Lory – klavír
- Ben Keith – pedálová steel kytara
- Jack Nitzsche – lap steel kytara, klavír
- Bruce Palmer – baskytara
- Calvin Samuels – baskytara
- Tim Drummond – baskytara
- Carol Kaye – baskytara
- Lyle Ritz – kontrabas
- Dewey Martin – bicí
- Johnny Barbata – bicí
- Kenny Buttrey – bicí
- Hal Blaine – bicí
- Jim Getzoff – housle
- Bill Kurasch – housle
- Lenny Malarsky – housle
- Jim Reisler – housle
- Ralph Schaeffer – housle
- Sid Sharp – housle
- Tibor Zelig – housle
- Joe DiFiore – viola
- Harry Hyams – viola
- Justin DiTullio – violoncello
- Joe Saxon – violoncello
- Roy Caton – trubka
- Jules Jacob – flétna
- Steve Douglas – saxofon
- Jim Horn – saxofon
- Plas Johnson – saxofon
- Jay Migliori – saxofon
- Julius Wechter – tympány, vibrafon